# Дуппі-Тешшуп
Дуппі-Тешшуп (Туппі-Тешшуп) (д/н — 1280 до н. е.) — володар царства Амурру в 1313—1280 роках до н. е.

## Життєпис
Син царя Арі-Тешшупа. Після повалення батька близько 1313 року до н. е. хеттським царем Мурсілі II поставлений на трон Амурру. Відновив залежність від хеттів, зобов'язавшись сплачувати данину та надавати війська. Водночас йому було заборонено мати будь-які контакти з Єгиптом.
Зберігав вірність хеттській державі протягом усього панування. При цьому встановив дружні відносини з містами-державами Угарит і Халеб, Мукішем що було закріплено шлюбними угодами. Завдяки цьому посилив вагу своєї держави серед інших хеттських васалів. При цьому є згадки про біженців, яких цар Угариту приймав з Єгипту. Про що саме йдеться є суперечливим.
Помер близько 1280 року до н. е. Йому спадкував син Бентешина.